# Cleveland (contea di Jackson, Wisconsin)
Cleveland è un centro abitato (town) degli Stati Uniti d'America situato nella contea di Jackson nello Stato del Wisconsin. La popolazione era di 438 persone al censimento del 2000.

## Geografia fisica
Secondo lo United States Census Bureau, ha un'area totale di 35,9 miglia quadrate (92,9 km²).

## Società

### Evoluzione demografica
Secondo il censimento del 2000, c'erano 438 persone.

### Etnie e minoranze straniere
Secondo il censimento del 2000, la composizione etnica della città era formata dal 94,98% di bianchi, il 2,05% di nativi americani, l'1,37% di asiatici, lo 0,46% di altre razze, e l'1,14% di due o più etnie. Ispanici o latinos di qualunque razza erano l'1,37% della popolazione.